# Radio-ecologisch Biosfeerreservaat Tsjernobyl
Radio-ecologisch Biosfeerreservaat Tsjernobyl (Oekraïens: Чорнобильський радіаційно-екологічний біосферний заповідник; Russisch: Чернобыльский радиационно-экологический биосферный заповедник) is een strikt natuurreservaat gelegen in de nucleaire exclusiezone die werd ingesteld na de kernramp van Tsjernobyl van 26 april 1986. De oprichting vond exact 30 jaar na de ramp plaats op 26 april 2016 per decreet (№ 174/2016) van de Oekraïense president Petro Porosjenko. Het reservaat heeft een oppervlakte van 2.269,65 km² en grenst in het noorden aan het in 1988 opgerichte Radio-ecologisch Reservaat Polesski in Wit-Rusland.

...
Askania-Nova · 
Doenajsky · 
Gorgani · 
Karpaten · 
Loehansky · 
Medobory · 
Oekraïense Steppe · 
Tsjernobyl · 
Zwarte Zee
...